# Thierry Robberecht
Thierry Robberecht (Brussel, 11 februari 1960) is een Belgische illustrator van kinderboeken.

## Werk
Robberecht begon als striptekenaar en werkte onder meer voor Casterman. Ondertussen hij heeft ook al verschillende verhalen voor prentenboeken geschreven. In 2015 publiceerde hij de jeugdroman Memo 657.
In 2012 en 2013 schreef hij de scenario's voor twee albums in de stripreeks Lefranc, te weten De eeuwige shogun en Het geheim van Stalin.

## Bekroningen
- 2017: Prix des Incorruptibles voor Memo 657[1]

- Biblioteca Nacional de España: XX4750642
- Bibliothèque nationale de France: cb12517797b (data)
- Gemeinsame Normdatei: 1012847535
- International Standard Name Identifier: 0000 0001 1735 6685
- Library of Congress Control Number: nr2002039702
- Nationale Bibliotheek van Letland: 000216403
- Nationale Bibliotheek van Tsjechië: xx0215810
- Nationale Bibliotheek van Israël: 987007309633205171
- Nederlandse Thesaurus van Auteursnamen: 192874802
- Système universitaire de documentation: 034420576
- Virtual International Authority File: 118609
- WorldCat: E39PBJvxq4vbCwKwjJRH7Q6dwC